# Ale Kino+
Ale Kino+ (bis zum 11. Oktober 2011 Ale Kino!) ist ein polnischer Fernsehsender, der der polnischen Canal+-Gruppe angehört. Sendestart des Senders war der 16. April 1999 unter dem Namen Ale Kino!. Am 16. April 2011 wurde der Sender nach dem Rebranding aller Themenkanäle der polnischen Canal+ Gruppe in Ale Kino+ umbenannt. Gleichzeitig startete die HD-Version des Senders. Der Sender ist die polnische Adaption des zum französischen Canal+ gehörenden Senders Ciné+.
Das Programm des Senders besteht aus Filmen, Filmmagazinen, Dokus und Reportagen.

## Empfang
Verbreitet wird der Sender momentan über Satellit und Kabel. Über Satellit wurde der Sender über die polnische Plattform Cyfra+ verbreitet, die ebenfalls zur polnischen Canal+-Gruppe gehörte. Seit März 2013 wird der Sender bei der Plattform nc+ verbreitet, ebenfalls angehörend zur polnischen Canal+-Gruppe. Über Kabel wird der Sender bei den größten sowie weiteren kleinen Anbietern verbreitet. Seit April 2013 wird der Sender per IPTV bei Orange Polska verbreitet.

## Logos

Logo von Ale Kino! vom 16. April 1999 bis 2006
Logo von Ale Kino! von 2006 bis zum 11. Oktober 2011
Logo von Ale Kino+ seit dem 11. Oktober 2011
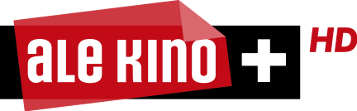
Logo von Ale Kino+ HD vom 11. Oktober 2011 bis 2014